# Soneto 36
| «» Soneto 36 |
| --- |
| Let me confess that we two must be twain, Although our undivided loves are one: So shall those blots that do with me remain, Without thy help, by me be borne alone. In our two loves there is but one respect, Though in our lives a separable spite, Which though it alter not love's sole effect, Yet doth it steal sweet hours from love's delight. I may not evermore acknowledge thee, Lest my bewailed guilt should do thee shame, Nor thou with public kindness honour me, Unless thou take that honour from thy name: But do not so, I love thee in such sort, As thou being mine, mine is thy good report. |
| –William Shakespeare |

Soneto 36 foi escrito por William Shakespeare e faz parte dos seus 154 sonetos. É um dos diversos sonetos endereçados a um jovem do sexo masculino.

## Traduções
Na tradução de Thereza Christina ,
Embora nossos amores indivisos sejam um;
Da mesma forma que as manchas que ficam comigo,
Sem teu auxílio, para que eu as suporte sozinho.
Em nossos amores, há o mesmo respeito,
Embora em nossas vidas o mal nos separe,
Que, mesmo sem alterar os efeitos únicos do amor,
Consegue subtrair doces horas do amoroso prazer.
Eu jamais poderia te reconhecer,
A menos que minha culpa te envergonhe;
Nem tu publicamente com gentilezas me honrarias,
A menos que tire essa honra de teu nome.
Mas não faças isso; amo-te de tal modo,
Pois, sendo minha, de ti só direi o bem.